# Chiesa di Santa Maria delle Grazie al Moiariello
La chiesa di Santa Maria delle Grazie al Moiariello (nota anche come Cappella Cotugno) è una chiesa di Napoli di interesse storico e artistico, sita in Salita Moiariello, nella zona di Capodimonte, non lontano dal Palazzo Torre Palasciano.
Questa chiesa, dedicata alla Madonna delle Grazie, è detta comunemente Cappella Cotugno perché posta in una proprietà, che, fino ai principi del XIX secolo era del celebre medico cattolico Domenico Cotugno.
Attualmente è sede della Commanderia Ex val Vesuvio dell'Associazione Templari Cattolici d'Italia, che ne ha curato la riapertura al culto e la ristrutturazione dopo anni di chiusura per inagibilità.

## Storia
Il tempietto fu edificato nel 1741 a proprie spese dal Sacerdote don Francesco Grassi, il quale si indusse a elevarlo perché i suoi antenati, che possedevano da Sopramuro a Caponapoli, avevano una cappella consacrata alla Vergine delle Grazie presso le muraglie del Re Corrado, la quale però, verso il 1400, fu distrutta. L'abate Grassi, che era uno degli ultimi tardi nipoti della estinta famiglia, dopo circa 300 anni volle edificare il tempietto al Moiariello e lo dedicò appunto alla Vergine delle Grazie in memoria di quello già distrutto a Caponapoli.
Sorgendo sui terreni di proprietà del medico Domenico Cotugno la Cappella fu presto chiamata dal popolo con il nomignolo di Cappella Cotugno e fu affidata ai Padri Teatini di Napoli che la ebbero in grande cura e la officiarono fino al 1886, anno in cui ci fu l'ultima soppressione. Le proprietà dei Teatini e l'annessa chiesetta, caddero nelle mani del Demanio.
La Cappella restò chiusa per un po', ma venne riaperta al culto con l'opera solerte dei sacerdoti Luigi Scala ed Alberto Di Mattia, i quali cominciarono ad officiare ed a restaurare con l'aiuto degli abitanti delle ville circostanti. 
Il tempietto però, sebbene migliorato, aveva bisogno di un generale restauro. Le prime mosse furono fatte dal cav. Francesco De Luca e dalla sua consorte, che, a proprie spese, fecero costruire in marmo i due altarini del Cuore di Gesù e di Maria, i quali erano in fabbrica e pressoché cadenti.
Spinto da quest'altro miglioramento il rettore Pasquale Vanacore propose ai signori villeggianti il restauro generale della Chiesa, da farsi con le loro spontanee oblazioni. I primi a rispondere all'appello a contribuire generosamente furono il nominato cav. De Luca e Achille Venerosi. 
Nel novembre 1886 la chiesetta fu chiusa a si dette mano ai lavori. Nel giorno 4 settembre 1887 il restauro era compiuto ed il tempietto fu riaperto al culto con la celebrazione di splendide feste.
La famiglia De Luca, ha regalato ancora al tempietto due reliquarii preziosi; non solo per l'intaglio e la doratura delle portelline, ma molto più per le insigni reliquie dei Santi che vi si conservano in separate teche. La spesa dei lavori è ascesa a circa dodicimila lire. Sono concorsi in massima parte la famiglia Venerosi e la famiglia De Luca. Hanno poi presentate generose offerte i seguenti signori: Presidente Giuseppe Famiglietti, Cav. Vincenzo Volpicella, Cav. Faustino Brieschi, Ing. Federico Cortese, Cav. Francesco Troise, sig. Antonio Conte, Sig. Salvatore Cepparulo, Sig. Cesare Ferrari, Sig. Antonietta Ruggiero vedova in Sabato.»
(Tratto dal Giornale "La Libertà Cattolica" del 30.9.1887)
La chiesa subì un restauro dal Comune di Napoli con il concorso dei fedeli dal Luglio 1964 al febbraio 1965. Dopo alcuni anni tornò in stato di abbandono. Nel 1980, a causa del terremoto, alcune famiglie di sfollati trovarono rifugio nella canonica e, profittando dello stato di abbandono della Cappella, la occuparono lasciandola esposta al saccheggio di svariati arredi sacri ed opere che essa conteneva.
Tra le varie cose, furono completamente asportati i marmi della balaustra, oggi completamente inesistente, e alcuni marmi decorativi degli altari minori, così come fu completamente trafugato l'antico pavimento in maioliche del 1700 del quale restano alcune mattonelle dietro l'Altare Maggiore, queste non asportate per la complessità e la mancanza di spazio della struttura.
Negli anni 90, alcuni residenti decisero di autotassarsi per ricomporre il danno, ma il restauro selvaggio imbiancò gran parte delle pareti facendone perdere l'originale bellezza.
Nel 2012 il Rettore, don Antonio Cannatelli, ha dato mandato di presidiare il tempietto all'Associazione Templari Cattolici d'Italia, e ha concesso l'utilizzo della casa canonica alla Commanderia Ex val Vesuvio dell'Ordine. Ai fratelli dell'Ordine Templare va il merito di aver ristrutturato in parte e recuperato la chiesetta restituendola al culto dei fedeli.

## Descrizione
Il tempietto in parola è decorato con tre altari. Sull'altare maggiore, si venera la Vergine delle Grazie in una stupenda tavola dipinta dal rinomato Andrea da Salerno e sugli altarini minori laterali, uno a destra e uno a sinistra, due tele, rappresentanti il Cuore di Gesù e il Cuore Immacolato di Maria, dipinti regalati dall'artista Federico Maldarelli.
Le pareti sono ornate con eleganti stucchi imitanti il marmo statuario con le riquadrature imitanti il travertino di cui le finissime dorature originarie sono andate del tutto scomparse. Scendono vagamente ad ornare le pareti serti di fiori dipinti a maioliche con altri artistici fregi. Il tutto presenta una soave armonia di linee, di ornati e di colori, in cui l'occhio dolcemente si riposa.
Oggi la Cappella custodisce, tra le altre opere, anche un crocifisso ligneo opera del maestro Sergio Allocati.